# Mohammad Hossein Barkhah
Mohammad Hossein Barkhah (in persiano محمد حسین برخواه‎; Teheran, 24 gennaio 1977) è un ex sollevatore iraniano che ha gareggiato nelle categorie dei pesi medi (fino a 77 kg.) e dei pesi massimi leggeri (fino a 85 kg.).

## Carriera
Nel 1998 vinse la medaglia d'argento nella categoria dei pesi medi ai Giochi asiatici di Bangkok con 352,5 kg. nel totale.
L'anno seguente fu medaglia di bronzo ai Campionati asiatici di Wuhan con 345 kg. nel totale.
Nel 2000 partecipò alle Olimpiadi di Sydney, terminando la gara fuori classifica per aver fallito i tre tentativi di ingresso nella prova di strappo.
Nel 2001 vinse la medaglia di bronzo ai Campionati mondiali di Antalya con 360 kg. nel totale.
L'anno successivo ottenne la medaglia d'argento ai Giochi asiatici di Busan con 362,5 kg. nel totale e, poche settimane dopo, la medaglia di bronzo ai Campionati mondiali di Varsavia con 365 kg. nel totale.
Nel 2003, passato alla categoria superiore dei pesi massimi leggeri, Barkhah fu medaglia d'argento ai Campionati asiatici di Qinhuangdao con 360 kg. nel totale.
Prese parte alle Olimpiadi di Atene 2004, ritornando alla categoria dei pesi medi, classificandosi al 5º posto finale con 357,5 kg. nel totale.
Nel 2006 fu trovato positivo ad un controllo antidoping e squalificato per due anni.
Dopo aver terminato la carriera agonistica intraprese quella di allenatore di sollevamento pesi, arrivando alla guida tecnica della squadra nazionale iraniana.